# Tiberius Stone
Tiberius Stone è un personaggio dei fumetti pubblicati dalla Marvel Comics, nelle sue prime apparizioni si contrappone a Iron Man, per poi diventare un membro del cast di comprimari dell'Uomo Ragno.

## Biografia del personaggio

### Vecchi amici
Tiberius "Ty" Stone era un amico d'infanzia di Tony Stark. Il rapporto tra i due fu sempre molto competitivo, nello sport come nei rapporti con l'altro sesso, ricalcando quello tra i rispettivi genitori in campo economico. Rifugiatosi in Europa, Ty, progettò di non tornare in patria fino a che non fosse diventato più ricco di Tony; cessato il suo esilio volontario divenne una spina nel fianco del vecchio amico, rubandogli addirittura la ragazza dell'epoca, Rumiko Fujikawa.

### La parentesi mediatica
Successivamente, ideò un nuovo show televisivo al quale cercò, inutilmente, di fare partecipare il semidio Ercole.

### Cambio d'immagine
Dopo l'infruttuosa avventura televisiva, e con un look totalmente diverso dal precedente, inizia a lavorare per i laboratori Horizon, nello stesso tempo collabora con Kingpin, al quale passa informazioni e progetti segreti, come quello degli inibitori del senso di ragno.

## Poteri e abilità
Tiberius Stone è un normale essere umano, dotato di una buona preparazione scientifica, possiede un dottorato in Economia Aziendale.